# Carne macinata

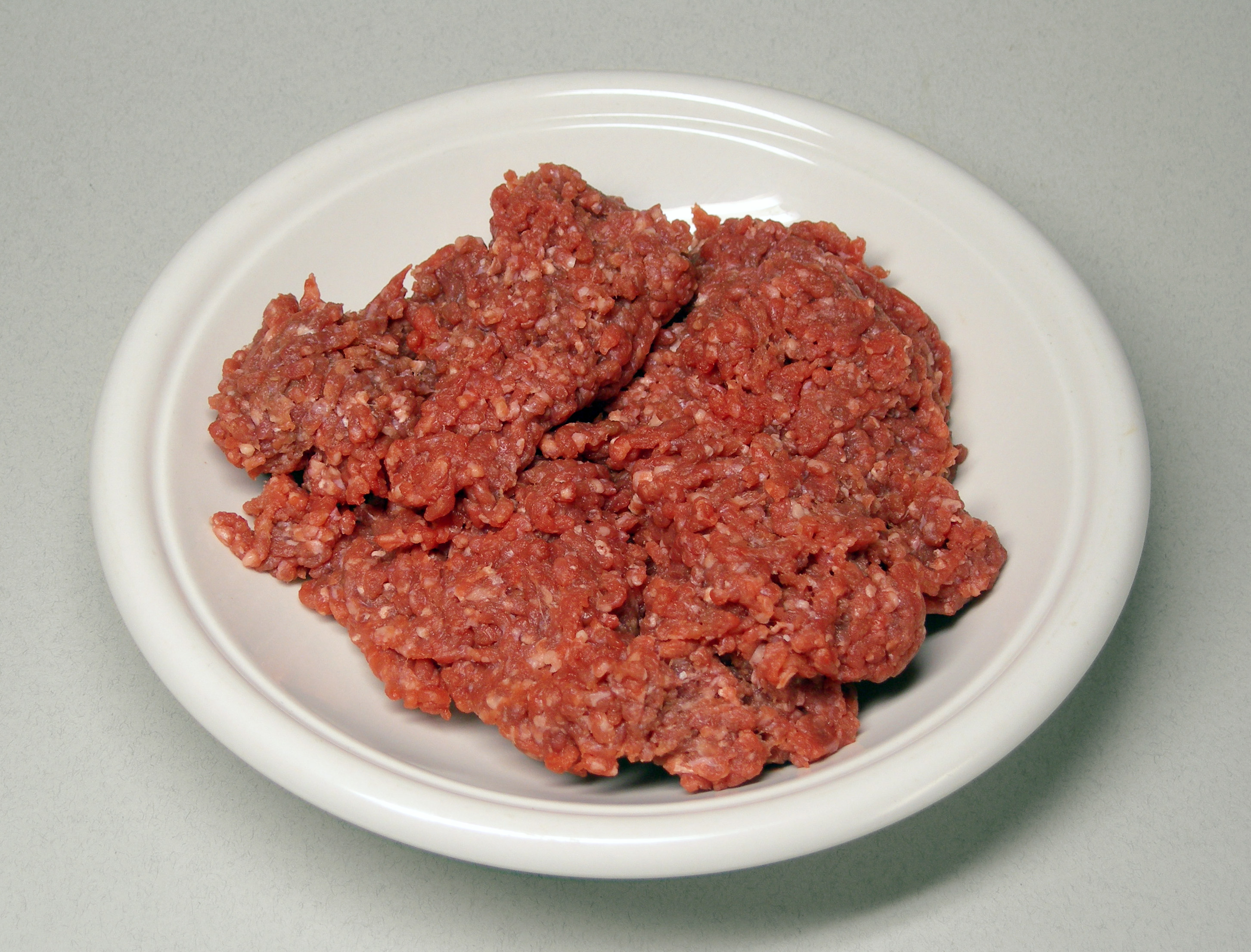
Carne macinata di manzo

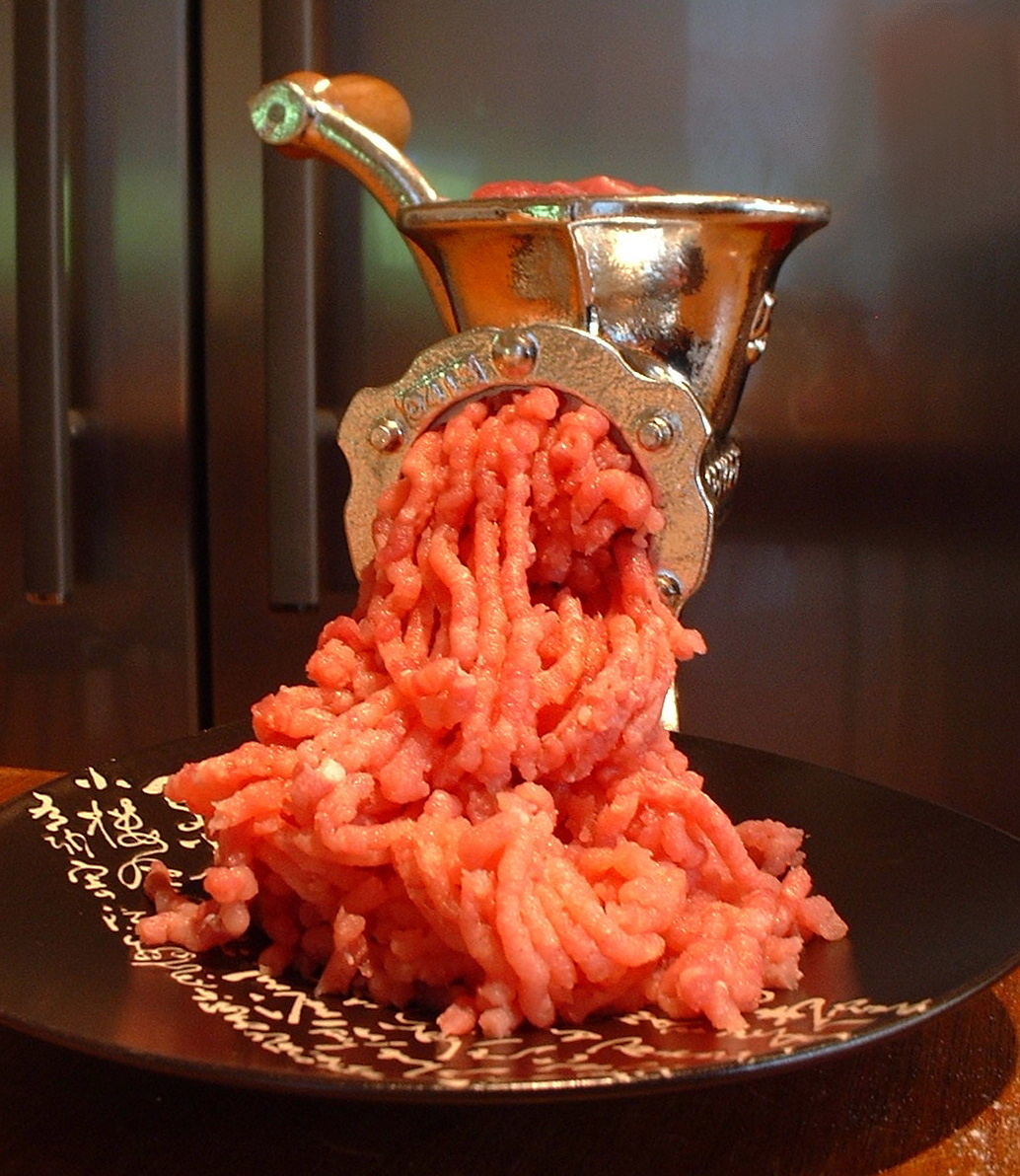
Un tritacarne domestico

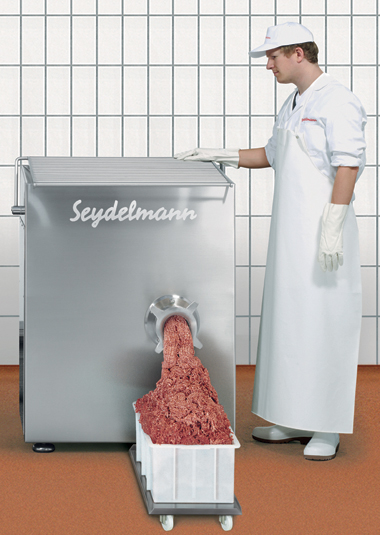
Un tritacarne industriale

La carne macinata o carne tritata (comunemente detta anche "macinato", in alcune zone d'Italia anche "carne trita") è carne sminuzzata in maniera più o meno fine. Le normative comunitarie definiscono "carni macinate" le carni disossate che sono state sottoposte a un'operazione di macinazione in frammenti e contengono meno dell'1% di sale, e le preparazioni di cibi a base di carne come prosciutto, salame, pollo, hamburger, polpette e altri prodotti di macelleria .

## Preparazione
In passato la carne veniva tritata con il coltello o con la mezzaluna, in tempi moderni la macinazione avviene tramite un attrezzo chiamato tritacarne. Lo sminuzzamento delle fibre della carne fa sì che la carne macinata cuocia molto più rapidamente della carne intera. In alcune preparazioni viene anche consumata a crudo.
La carne macinata viene ottenuta soprattutto da carne di manzo, vitello, maiale ma anche selvaggina; più rare le carni macinate di agnello e pollame.

## Aspetti sanitari e normative
La carne macinata cruda, a causa della maggiore superficie esposta e delle membrane cellulari danneggiate è un alimento delicatissimo ad alto rischio di contaminazione, le fasi di lavorazione e preparazione sono soggette a normative e anche nell'uso e nella conservazione casalinga è opportuno attenersi a quanto previsto dai protocolli HACCP.
Tra i batteri che possono proliferare nella carne macinata e possono provocare patologie in seguito al consumo vi sono l'Escherichia coli, la salmonella e la listeria. 
Per impedire la proliferazione batterica e prolungare la conservazione  sono state fatte sperimentazioni a livello industriale che prevedono l'aggiunta di Lactobacillales. Controversa è invece l'efficacia del metodo produttivo sviluppato negli USA (il cosiddetto pink slime) che prevede l'aggiunta alla carne trita di ammoniaca alimentare per eliminare i batteri.
L'etichettatura delle carni macinate in Europa è regolamentata dalla normativa che prevede delle definizioni e dei parametri precisi.

## Preparazioni
Nella cucina italiana la carne macinata è usata in diverse preparazioni: polpette e polpettoni, crocchette di carne, sughi come il ragù. In alcune ricette, come ad esempio la tartare, viene consumata cruda. Viene inoltre usata per preparare gli hamburger e il ripieno di vari alimenti, come ad esempio ortaggi quali peperoni o zucchine.